# Meklaren 720S
Maklaren 720S je sportski automobil koji je dizajnirao i proizveo britanski proizvođač automobila McLaren Automotive. To je drugi potpuno novi automobil iz serije Maklaren Super, koji je zamenio model 650S početkom maja 2017. godine. 720S predstavljen je na Sajmu automobila u Ženevi 7. marta 2017. i izgrađen je na modifikovanom karbon monokoku, koji je lakši i čvršći za razliku od modela 650S.

## Specifikacije
720S je prvi novi automobil koji je Maklaren predstavio kao deo svog novog plana za izlazak 15 novih automobila na tržište do 2022. godine. 720S je prema Maklarenu novi 91% u poređenju sa svojim prethodnikom.

### Motor
720S sadrži Maklarenov novi motor M840T koji predstavlja evoluciju M838T-a koji se koristi u modelu 650S. To je V8 motor sa 2 turbo-punjača od 3994 cm³. Hod klipova je produžen za 3,6 mm kako bi se povećao kapacitet, a 41% komponenti motora je novo. Motor ima snagu od 720 KS pri (530 kW; 710 KS) što automobilu daje ime; maksimalni obrtni moment iznosi 770 Nm pri 5 500 o/min.

### Vešanje
aktivni sistem vešanja koji se koristi u 720S evolucija je sistema koji se koristi u modelu 650S, ali je 16 kg lakši od prethodne verzije. Novi sistem sadrži akcelerometre na gornjoj i senzore pritiska na dnu amortizera kako bi se tačno saopštavale informacije o voznim uslovima račinaru auta, a pritom postigla optimalna podešavanja vešanja.

### Interijer
Unutrašnjost je dizajnirana tako da predstavlja spoj modernih i sportskih elemenata. Alcantra i Veir kožna presvlaka zajedno sa oblogom od karbonskih vlakana su standard. Takođe je standardna oprema i Bovers i Vilkins audio sistem. Fiksna trkačka sedišta su uključena kao opcija. Glavni fokus unutrašnjosti je vozač, a to se odražava na novom digitalnom displeju iza volana koji je uvučen na tanki ekran kako bi otkrio vitalne informacije vozaču kada je automobil u stanju vožnje. Ekran osetljiv na dodir na središnjoj konzoli je pod uglom vozača, kao i vitalne kontrole.

### Preformanse
Prema Maklarenu, 720S može ubrzati do 100 km/h (62 mph) za 2,9 sekundi, do 200 km/h (124 mph) za 7,8 sekundi, može postići maksimalnu brzinu od 341 km/h (212 mph) i vreme na ¼ milje (402 m) mu je 10,3 sekunde. 720S takođe dolazi sa podesivim režimom drifta, koji manipuliše kontrolom stabilnosti vozila kako bi dao što bolje rezultate u driftovanju automobila.

## Dizajn
Maklaren 720S odlikuje dvokrilna hidraulična vrata i brojne dizajnerske karakteristike kompanije McLaren F1. Farovi kriju otvore za vazduh koji usmeravaju dovod vazduha do dva mala radijatora ispred točkova. Na vratima se nalaze vazdušni kanali koji usmeravaju vazduh prema motoru. Na zadnjem delu automobila nalaze se tanka LED zadnja svetla slična onima na McLaren P1 i dve okrugle izduvne cevi. Dizajn je inspirisan velikim belim morskim psom, a odlikuje se kokpitom u obliku suza. Sve spoljne karakteristike rezultiraju poboljšanjem 50% u odnosu na 650S. Unutrašnjost automobila uključuje sklopivi displej vozača i akcentuje karbonska vlakna.

## Spoljašnje veze
- Zvanični sajt McLaren-a
- Top gear o McLaren-u